# Dobrá Voda (Klatovy)
Dobrá Voda je malá vesnice, část města Klatovy ve stejnojmenném okrese v Plzeňském kraji. Nachází se asi 8,5 kilometru jihovýchodně od Klatov. Dobrá Voda leží v katastrálním území Střeziměř o výměře 4,92 km².

## Historie
První písemná zmínka o vesnici pochází z roku 1791.

## Obyvatelstvo
| Rok            | 1869 | 1880 | 1890 | 1900 | 1910 | 1921 | 1930 | 1950 | 1961 | 1970 | 1980 | 1991 | 2001 | 2011 | 2021 |
| -------------- | ---- | ---- | ---- | ---- | ---- | ---- | ---- | ---- | ---- | ---- | ---- | ---- | ---- | ---- | ---- |
| Počet obyvatel | 52   | 52   | 48   | 44   | 53   | 53   | 43   | 26   | 21   | 22   | 16   | 4    | 3    | 3    | 7    |
| Počet domů     | 8    | 8    | 8    | 8    | 8    | 8    | 8    | 8    | 8    | 7    | 5    | 5    | 7    | 7    | 7    |

## Obecní správa
Při sčítání lidu v letech 1850–1920 Dobrá Voda byla osadou obce Křištín v okrese Klatovy. V letech 1921–1975 byla osadou obce Střeziměř v okrese Klatovy. Od 1. ledna 1976 do 30. června 1985 byla částí obce Chlistov v okrese Klatovy. Od 1. července 1985 je částí města Klatovy ve stejnojmenném okrese. Poté se Chlistov opět osamostatnil, ale Dobrá Voda již zůstala součástí Klatov.

## Pamětihodnosti
- Křížek a zvonička u stavení čp. 7